# Neostylopyga sexpustulata
Neostylopyga sexpustulata är en kackerlacksart som först beskrevs av Walker, F. 1871.  Neostylopyga sexpustulata ingår i släktet Neostylopyga och familjen storkackerlackor. Inga underarter finns listade i Catalogue of Life.